# Government Center (Boston)

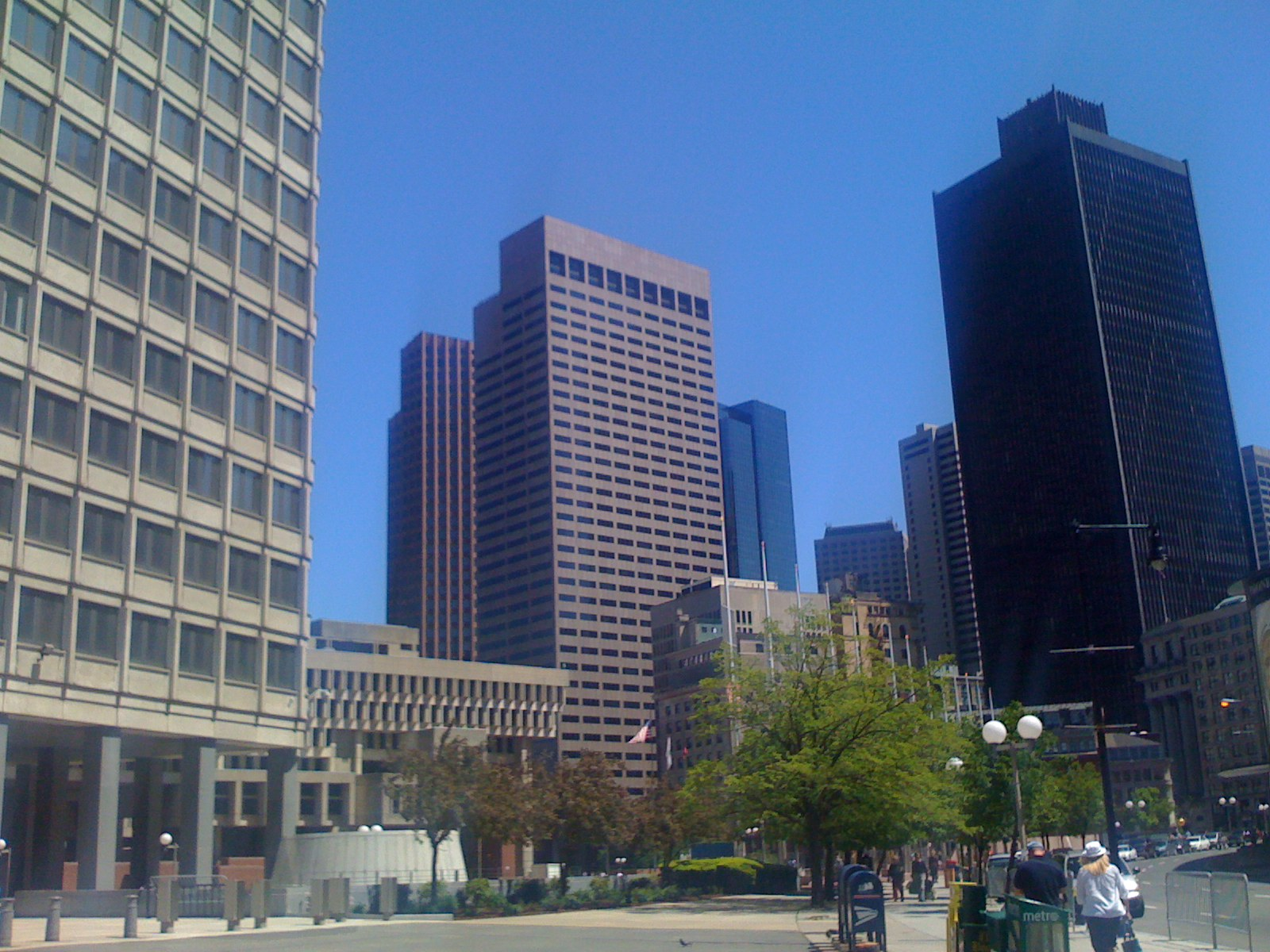
Gebäude im Bezirk Government Center

Government Center ist ein Gebiet im Stadtzentrum von Boston im Bundesstaat Massachusetts der Vereinigten Staaten, das durch die Stadt Cambridge sowie durch die Straßen Court, Congress und Sudbury begrenzt wird. Wo früher der Scollay Square war, befinden sich heute die Boston City Hall, zwei Gerichtsgebäude von Suffolk County, mehrere Verwaltungsgebäude der Regierung, eine große U-Bahn-Station der MBTA und die City Hall Plaza.

## Bauwerke

### Boston City Hall
Im Distrikt Government Center ist die große und imposante Boston City Hall im Baustil des Brutalismus, die in den 1960er Jahren als Teil des ersten Bostoner Stadterneuerungsprogramms errichtet wurde, ein sehr dominantes Bauwerk. Obwohl dem Gebäude Verdienste im Bereich der Architektur zugesprochen werden, wird es nicht von allen bewundert – vielmehr ist es bei den Anwohnern extrem unpopulär, vor allem, da das Gebäude die vorherige Viktorianische Architektur des Scollay Square ersetzt hat. Zuletzt gab es im Jahr 2008 Pläne zum Umzug des Rathauses und zum Abriss des Gebäudes.

### City Hall Plaza
Die City Hall Plaza ist ebenfalls kein besonders beliebter, 11 Acres (44.500 m²) umfassender Platz, der gemeinhin als „Brick Desert“ („Backsteinwüste“) oder auch unter dem Eindruck der benachbarten Gebäude als „der Welt größter Hinterhof“ bezeichnet wird.

### Government Service Center
Deutlich weniger bekannt als die City Hall ist das sehr ausladende und ebenfalls im Stil des Brutalismus errichtete Government Service Center, das von Paul Rudolph entworfen wurde. Das Gebäude ist bis heute unvollendet, da der in den Originalplänen vorgesehene hohe Turm nie gebaut wurde. In der Nachbarschaft befindet sich das in der Mitte der 1990er Jahre errichtete Edward W. Brooke Courthouse.

## Geografie und Verkehr

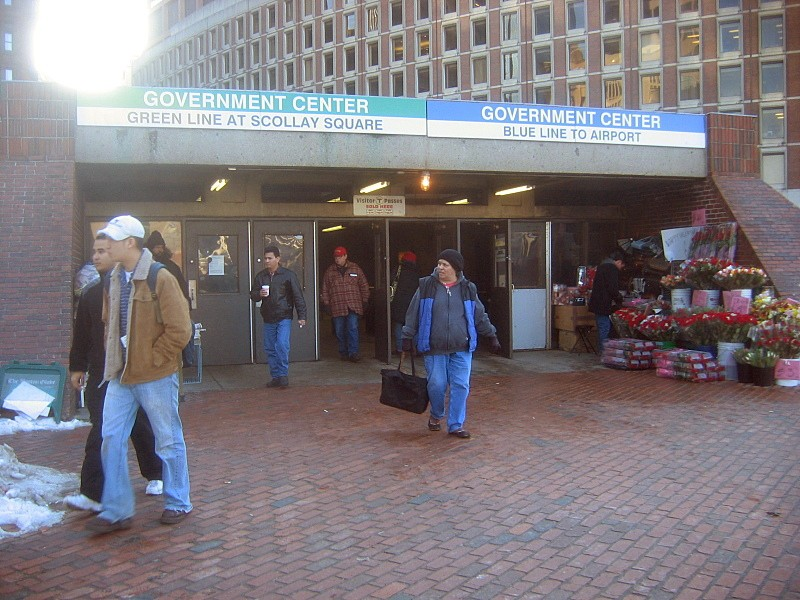
Die U-Bahn-Station Government Center

Das Government Center liegt zwischen den Stadtteilen North End und Beacon Hill. Gleich gegenüber, auf der anderen Seite der Congress Street, befinden sich die historische Faneuil Hall und der populäre Quincy Market, und ebenfalls nicht weit entfernt ist das Old State House. Zwei Blocks entfernt führt die I-93 vorbei.
Seitdem im Jahr 1897 mit dem Tremont Street Subway die erste U-Bahn in Amerika gebaut wurde, gibt es eine U-Bahn-Station am Government Center, die heute von der MBTA betrieben wird. Diese hieß zunächst Scollay Square Station und erlangte große Bekanntheit, als die Gruppe The Kingston Trio eine Coverversion des 1948er Protestsongs M.T.A. herausbrachte. In dem Lied geht es um einen Mann, der in der U-Bahn gefangen und gezwungen ist, für immer mit ihr zu fahren, da er kein Geld für die am Ausgang zu zahlende Gebühr  aufbringen kann. Die Politik der MBTA, Gebühren auch für das Verlassen von Bahnstationen zu erheben, wurde erst 2007 vollständig abgeschafft. Heute ist die Government Center Station ein wichtiger Umsteigebahnhof für die Green Line und Blue Line.
Einige große Bostoner Straßen verlaufen entweder in der Nähe oder führen direkt zum Government Center, darunter die Straßen Tremont, Congress, Cambridge, Beacon, State, Washington und Devonshire.

## Rezeption in der Popkultur
- Die Bostoner Protopunk-Band The Modern Lovers nahm einen Song mit dem Titel „Government Center“ auf, in dem der Sänger Jonathan Richman humorvoll ankündigt, „heute Nacht non-stop am Government Center zu rocken, um die Sekretariatsmitarbeiter aufzuheitern, wenn sie ihre Stempel auf die Briefe drücken“. Das Lied kommt ebenfalls im Film Harmony and Me vor.[4]
- Auf dem Debütalbum Your Favorite Weapon der Rockband Brand New aus Long Island befindet sich ein Song namens „Logan to Government Center“.
- Das Gebäude des Government Service Center war im Jahr 2006 das Hauptquartier der Massachusetts State Police im Film Departed – Unter Feinden.